# UK Airplay Chart
The UK Radio Airplay Chart é uma parada de sucesso das músicas mais tocadas nas rádios britânicas. 

## Metodologia
A compilação é realizada por Radiomonitor entre músicas tocadas em 316 estações de rádio britânicas, ou 99,7% das rádios no Reino Unido por audiência.
A parada semanal segue o calendário de sexta a quinta-feira, sendo divulgada toda sexta-feira, igual a The Official Charts Company, que realiza a parada de vendas.
A Radiomonitor também compila músicas tocadas nas rádios da Irlanda e Alemanha.

## Ligações Externas
- ukairplaychart.com (site oficial) em inglês